# Leonard von Matt
Leonard von Matt (* 14. März 1909 in Stans, Kanton Nidwalden; † 12. November 1988 in Wolfenschiessen) war ein Schweizer Fotograf.

## Leben
Leonard von Matt wurde in Stans als jüngster von vier Söhnen des Politikers Hans von Matt geboren. Er war ein Bruder des Künstlers Hans von Matt und des Buchhändlers Josef von Matt. Nach dem Austritt aus der Stiftsschule Engelberg schickten ihn die Eltern nach Bulle, wo er die Sekundarschule besuchte, und anschliessend nach Estavayer-le-Lac, um Französisch zu lernen. 1926 kehrte er nach Stans zurück und begann in der familieneigenen Buchhandlung eine Lehre als Buchhändler. Nach dem Tod seines Vaters 1932 übernahmen er und sein Bruder Josef von Matt die Buchhandlung mitsamt dem Antiquariat und das dazugehörende Verlagsgeschäft. Die ebenfalls zum Familienunternehmen gehörende Buchbinderei und die Papeterie übergab der Vater ein Jahr zuvor an den Sohn Franz von Matt.
Als Präsident des 1935 gegründeten Nidwaldner Bergklubs setzte sich Leonard von Matt für den Bau einer Klubhütte auf dem Jochpass ein. 1936 verkaufte ihm die Alpgenossenschaft Trübsee das entsprechende Land und im selben Jahr nahm er die neugebaute Berghütte in Betrieb. Der aufblühenden Wintertourismus in Engelberg sorgte für stetige Einnahmen und ermöglichte es ihm, 1937 aus dem Familiengeschäft auszusteigen. Mit dem Geld, das er für seinen Anteil am Geschäft erhalten hatte, kaufte er anschliessend auf dem Ennerberg, einer Anhöhe zwischen Stans und Buochs, ein altes Bauernhaus. 
Leonard von Matt war Autodidakt. Zu Beginn seiner fotografischen Karriere studierte er Bücher und Broschüren zum Thema Fotografie und verfolgte intensiv das Schaffen anderer Kollegen wie Paul Senn, Jakob Tuggener, Gotthard Schuh, Martin Imboden oder auch die Arbeit des amerikanischen Avantgarde-Künstlers Man Ray. Zwischen 1938 und 1939 verbrachte einige Monate als Volontär im Grafik- und Fotoatelier der Gebrüder Hermann, Willy und Reinhold Eidenbenz in Basel. Der Plan, im Herbst 1939 eine Fotoschule in Paris zu besuchen, scheiterte, als der Zweite Weltkrieg ausbrach. Während seines Aktivdienstes in den Jahren 1939 bis 1945 entstand der Grossteil seiner in Nidwalden aufgenommenen Fotografien. Ab 1946 fotografierte er in Italien, Griechenland, Spanien und Frankreich. Diese Länder bereiste er zusammen mit seiner Frau, Brigitte Lehmann, sowie ab 1961 mit seiner Tochter. Beide waren seine engsten Mitarbeiterinnen und unterstützten ihn massgebend bei seiner fotografischen Arbeit.
Die Einnahmen seiner Jochpass-Hütte und andere Nebeneinkünfte, unter anderem aus der Forstwirtschaft, ermöglichten es ihm und seiner Frau, die ersten zehn schwierigen Jahre als freischaffender Fotograf finanziell zu überstehen und unabhängig zu bleiben. Sein Erfolg als Fotograf kam erst in den 1950er Jahren. Am 12. November 1988 verunglückte er bei einer Bergtour auf dem Arvigrat in der Gemeinde Wolfenschiessen tödlich.

## Werk
Leonard von Matt publizierte über fünfzig Bildbände, vor allem in den Bereichen Kunst, Architektur und Religion. Für sein Werk wurde er mehrfach ausgezeichnet, unter anderem 1974 mit dem Johann Melchior-Wyrsch-Preis der Schindler Kulturstiftung und 1976 mit dem Innerschweizer Kulturpreis.
Der Grossteil seines fotografischen Nachlasses befindet sich bei der Fotostiftung Schweiz in Winterthur. Fotografien aus seinem Frühwerk unter anderem zum Alltagsleben, zum Brauchtum und zur Volkskultur im Kanton Nidwalden und Region wird von der Gemeinnützigen Stiftung Leonard von Matt in Buochs betreut.

## Ausstellungen

### Einzelausstellungen
- 1976: Die Etrusker, Chäslager Stans
- 1977: Kunst und Land der Etrusker, Landis & Gyr, Zug
- 1983: Tanz durch die Jahrtausende, Chäslager, Stans
- 1989: Gedenkausstellung Leonard von Matt, Chäslager, Stans
- 1995: Leonard von Matt, Kornschütte, Luzern
- 2018: Leonard von Matt. Fotografien 1936–1946, Nidwaldner Museum, Stans[4]

### Gruppenausstellungen
- 1952: Weltausstellung der Photographie, Luzern
- 1957: Biennale di Fotografia, Venedig
- 1974: Photographie in der Schweiz von 1840 bis heute, Schweizerische Stiftung für die Photographie im Kunsthaus Zürich (Wanderausstellung)
- 1983: Stanser Woche, Chäslager, Stans
- 2013: Heim und Leben. Aus dem Fotoarchiv einer illustrierten Publikumszeitschrift, Museum im Bellpark, Kriens

## Publikationen  (Auswahl)

### Einzelpublikationen
- Fritz Flueler: Bärädi. Erzählung aus der Urschweiz. C. J. Bucher, Luzern 1941.
- Konstantin Vokinger: Die Kirche von Stans. J. von Matt, Stans 1947.
- Leonard  von Matt et al.: Der Heilige Bruder Klaus. Offizielles Gedenkbuch der Heiligsprechung. NZN-Buchverlag, Zürich 1947.
- Leonard  von Matt et al.: Die päpstliche Schweizergarde. NZN-Verlag, Zürich 1948.
- Leonard  von Matt et al.: Rom. Ein Standardwerk in 2 Bänden. NZN-Buchverlag, Zürich 1950.
- Leonard von Matt et al.: Franz von Assisi. NZN-Buchverlag, Zürich 1952.
- Leonard von Matt et al.: Pius X. NZN-Buchverlag, Zürich 1954.
- Helga Pohl: Tonio und sein Esel. Neptun-Verlag, Kreuzlingen 1955.
- Leonard von Matt et al.: Dominikus. NZN-Buchverlag, Zürich 1957.
- Leonard von Matt; John, Rewald: Edgar Degas. Das plastische Werk. Manesse, Zürich 1957.
- Leonard von Matt et al.: Italien und die Italiener. Fretz & Wasmuth, Zürich 1958.
- Konstantin Vokinger: Nidwalden, Land und Leute. J. von Matt, Stans 1958.
- Leonard von Matt et al.: Die Aegineten. Die Giebelskulpturen des Aphaiatempels auf Aegina, in: Du. Kulturelle Monatsschrift. Nr. 215, 1959.
- Leonard von Matt et al.: Das antike Sizilien. NZN-Buchverlag, Zürich 1959.
- Leonard von Matt und Burkhart Schneider (Begleittext): Sedisvakanz. NZN-Buchverlag, Zürich 1959.
- Leonard von Matt et al.: Das Maximiliansgrab in der Hofkirche zu Innsbruck, in: Du. Kulturelle Monatsschrift. Nr. 239, Zürich 1961.
- Kurt W. Forster, Leonhard von Matt: Benedetto Antelami. Der grosse romanische Bildhauer Italiens. Hirmer, München 1961.
- Leonard von Matt et al.: Sammlung Roma. 11 Bde., NZN-Buchverlag, Zürich 1958–1961.
- Leonard von Matt et al.: Grossgriechenland. NZN-Buchverlag, Zürich, 1961.
- Heinrich Böll: Assisi. Knorr & Hirth, München 1962.
- Leonard von Matt et al.: Die Päpste. NZN-Buchverlag, Zürich 1963.
- Leonard von Matt et al.: Bruder Klaus. NZN-Buchverlag, Zürich 1963.
- Leonard von Matt et al.: Die Cäsaren. Eine Geschichte der römischen Herrscher in Bild und Wort. NZN-Buchverlag, Zürich 1964.
- Leonard von Matt et al.: Don Bosco. NZN-Buchverlag, Zürich 1965.
- Pietro Griffo; Leonard von Matt: Gela. Schicksal einer griechischen Stadt Siziliens. Echter, Würzburg 1964.
- Leonard von Matt; Jeannine Auboyer: Khmer-Kunst, in: Du – Atlantis. Nr. 297, Zürich 1965.
- Leonard von Matt et al.: Das antike Kreta. NZN-Buchverlag, Zürich 1967.
- Leonard von Matt: Im Zeichen des Minotaurus. Minoische Kunst auf Kreta, in: Du. Kulturelle Monatsschrift. Nr. 311, Zürich 1967.
- Leonard von Matt et al.: Kunst und Land der Etrusker. NZN-Buchverlag, Zürich 1969.
- Leonard von Matt et al.: Die Kunstsammlungen der Biblioteca Apostolica Vaticana Rom. DuMont, Köln 1969.
- Leonard von Matt et al.: Il centro storico di Genova. Stringa, Genua 1969.
- Leonard von Matt et al.: Piazza Navona. Isola dei Pamphilj. Franco Spinosi, Rom 1970.
- Leonard von Matt et al.: Ravenna. DuMont, Köln 1971.
- Theodor Kraus, Leonard von Matt: Pompeji und Herculaneum. Antlitz und Schicksal zweier antiker Städte. DuMont, Köln 1973.
- Mario Moretti, Leonard von Matt: Etruskische Malerei in Tarquinia. DuMont, Köln 1974.
- Leonard von Matt, Franco Barelli: Rom. Kunst und Kultur der «Ewigen Stadt» in mehr als 1000 Bildern. DuMont, Köln 1975.
- Leonard von Matt: Die Etrusker. Katalog, Eigenverlag, Buochs 1976.
- Hans Mühlestein: Die verhüllten Götter. Neue Genesis der italienischen Renaissance. Andres, Biel 1981.
- Hans Muheim: Urner Boden. Werden und Leben eines Urner Hochtals. NZN-Buchverlag, Zürich 1986.
- Leonard von Matt; Madeleine Kaiser-von Matt; Melk Imboden: Leonard von Matt. Photographien 1938–1973. Benteli, Bern 1995.

### Sammelpublikationen
- Arnold Kübler (Hrsg.): Our Leave in Switzerland. 200 Photos. A souvenir of the visit of American soldiers to Switzerland in 1945/46. Cooperative Zur Limmat, Zürich 1945.
- Leonard von Matt et al.: Uri (= Das Volkserbe der Schweiz, Bd. 6). Urs Graf Verlag, Basel 1946.
- Franz Adam Roedelberger: Das Buch der Schaffensfreude. Interverlag, Zürich 1947
- Maurice Collet (Hrsg.): Photo 49. Photographie en Suisse. Photographie in der Schweiz. Swiss photography. Sonderheft von publicité et arts graphiques, Genf 1949.
- Franz Adam Roedelberger: Das Sonnenbuch vom Bündnerland, vom Wallis und Tessin. Verbandsdruckerei, Bern 1957.
- Leonard von Matt et al.: Der Vatikan. Neptun, Kreuzlingen 1968.
- Schweizerische Stiftung für die Photographie (Hrsg.): Photographie in der Schweiz von 1840 bis heute. Niggli, Teufen 1974.
- Theodor Kraus: Lebendiges Pompeji. Pompeji und Herculaneum: Antlitz und Schicksal zweier antiker Städte. DuMont, Köln 1978.
- Barry Cunliffe: Rome and her Empire. The Bodley Head, London 1978.